# Wake of Death
Wake of Death is een Amerikaans/Duitse actiefilm die werd geregisseerd door de Franse regisseur Philippe Martinez. Ringo Lam was de originele regisseur, maar verliet het project na een paar weken filmen in Canada. In Frankrijk haalde de film de bioscoop, echter werd deze in Amerika direct op video uitgebracht.

## Verhaal
Nadat Ben Archer (gespeeld door Jean-Claude Van Damme) jaren een gangster is geweest, verhuist hij van Marseille naar Los Angeles om zijn leven te beteren en om meer tijd te kunnen besteden met zijn vrouw Cynthia (Lisa King) en kind Nicholas (Pierre Marais).
Cynthia werkt als sociaal begeleider bij de INS om illegale Chinese immigranten te begeleiden in het terugkeren naar het land van herkomst. Nadat een schip vol Chinese immigranten wordt ontdekt vindt ze een jonge meisje Kim (gespeeld door Valerie Tian) en besluit haar mee naar huis te nemen. Ze overtuigt een rechter bijna dat het meisje in gevaar is en krijgt toch nog een week om dit te bewijzen.
Deze beslissing leidt echter tot een fataal einde als de vader van Kim, Sun Quan (Simon Yam), die lid is van de Chinese Triade achter de locatie van zijn dochter komt. Bij een inval in het restaurant van Cynthia's ouders worden Cynthia, haar ouders en de medewerkers gruwelijk vermoord.
Als Ben bij het restaurant komt, ontdekt hij na een gevecht met de achtergebleven Triade-leden, dat zijn vrouw is vermoord. Hij zint vervolgens op wraak voor de dood van zijn vrouw en wil de kinderen redden.
Ben is niet alleen in zijn strijd. Met de hulp van zijn Franse gangster vrienden Max (Anthony Fridjohn) (Toevallig de oom van Cynthia), Raymond (Claude Hernandez) (Max' bodyguard) en Tony (Tony Schiena) vinden ze de kinderen en vermoorden vervolgens eerst Andy Wang in een bordeel omdat hij door Ben gezien is nadat zijn vrouw vermoord werd.
De volgende dag weten Ben en de rest van de Franse gangstervrienden Mac Hoggins (Danny Keogh), Cynthia's partner bij de INS, te vangen. Dit na een tip van een politieagent dat hij weleens connecties kan hebben met Sun. Mac wordt met een boormachine gemarteld om hem tot antwoorden te dwingen. Mac verraadt dat Sun zich bezighoudt met heroïne en ook zijn locatie. Hierna wordt Mac vermoord. Ben wordt gevraagd door de politieagent die de tip over Mac gaf om naar het lijkenhuis te komen. Wanneer Ben daar aankomt, is iedereen, behalve een paar bange zusters, vermoord.
Na een achtervolging per motor gaat Ben terug naar Max' huis. Twee SUV's schuren net weg van Max huis. Wat blijkt is dat de Triade de twee kinderen hebben ontvoerd. Na een wilde achtervolging weet Ben enkel Kim te redden. Terug aangekomen bij Max' huis komt Ben erachter dat Max en Raymond zijn vermoord. Samen met Tony gaat Ben naar de locatie die Mac heeft prijsgegeven.
Aangekomen bij Pier 19 op de boot Katrina volgen verschillende gevechten. Ben en Sun vechten het uit op de boot en het eindigt met voor Ben een shot in zijn arm en half dode Sun.

## Rolverdeling
- Jean-Claude Van Damme als Ben Archer
- Simon Yam als Sun Quan
- Philip Tan als Han
- Pierre Marais als Nicholals Archer
- Valerie Tian als Kim
- Tony Schiena als Tony
- Claude Hernandez als Raymond
- Lisa King als Cynthia Archer
- Tom Wu als Andy Wang hoofd van de Triade